# Formicivorini
Formicivorini – plemię ptaków z podrodziny chronek (Thamnophilinae) w rodzinie chronkowatych (Thamnophilidae).

## Występowanie
Plemię obejmuje gatunki występujące w Ameryce Centralnej i Południowej.

## Systematyka
Do plemienia należą następujące rodzaje:
- Myrmotherula P.L. Sclater, 1858
- Formicivora Swainson, 1824
- Terenura Cabanis & F. Heine Sr., 1860
- Myrmochanes J.A. Allen, 1889